# Edremiti csata
Az edremiti csatára 1334 őszén a Szent Liga és Karesi Bejség között az égei-tengeri Edremiti-öbölben került sor. A tengeri ütközetet a keresztény hajóhad nyerte meg.

## A csata
A Szent Ligát a Velencei Köztársaság, a Jeruzsálemi Szent János Ispotályos Lovagrend, a Bizánci Birodalom, a Ciprusi Királyság, a XXIII. János pápa és a Francia Királyság hozta létre a törökök elleni harcra. A flotta negyven hajóból állt volna, de a bizánciak nem küldték el a megígért hat gályát, ezért 1334 nyarán 34 keresztény hajó indult az anatóliai partok felé.
A legnagyobb ütközetre 1334 őszén az Edremiti-öbölben került sor, amikor összecsaptak a Karesi Bejség hajóhadával. A részletekről keveset tudni, csak annyit, hogy a hajók szeptember 8-án, 11-én, 14-én és 17-én is harcba bocsátkoztak. A csatákban elesett Jaksi bég veje. A velencei Marino Sanudo szerint a Szent Liga 150-200 török hajót pusztított el. Giovanni Villani firenzei történetíró ötezer meggyilkolt ellenséges katonáról, hajósról írt. A győztesek sok foglyot, későbbi rabszolgát ejtettek. A keresztények a közeli parton is megvetették a lábukat, és legyőzték az ellenük küldött szárazföldi csapatokat.